# Das Ende des Regenbogens
Das Ende des Regenbogens è film del 1979 diretto da Uwe Frießner.

## Trama
Berlino Ovest, fine anni '70. Jimmi è un ragazzo di strada di diciassette anni che si prostituisce e fa piccoli furti per guadagnare qualche spiccioli. A nulla servono i tentativi di un assistente sociale di aiutarlo. Per lui inizieranno i guai quando un furto con scasso finisce male.

## Riconoscimenti
- 1980 - German Film Awards
  - Miglior attore protagonista a Thomas Kufahl
  - Outstanding Feature Film

- 1980 - German Film Critics Association Awards
  - Miglior film

- 1980 - Max Ophüls Festival
  - Reader Jury of the "Saarbrücker Zeitung"
  - Nomination Max Ophüls Award

- 1980 - Valladolid International Film Festival
  - Nomination Miglior film